# 19e Gemotoriseerde Korps (Wehrmacht)
Het 19e Gemotoriseerde Korps (Duits: Generalkommando XIX. Armeekorps (mot.)) was een Duits legerkorps van de Wehrmacht tijdens de Tweede Wereldoorlog. Het korps kwam alleen in actie in Polen in 1939 en in de eerste fase van de veldtocht in het westen in 1940.

## Krijgsgeschiedenis

### Oprichting
Het 19e Gemotoriseerde Korps werd opgericht op 1 juli 1939 in Wenen, in Wehrkreis XVII.

### 1939

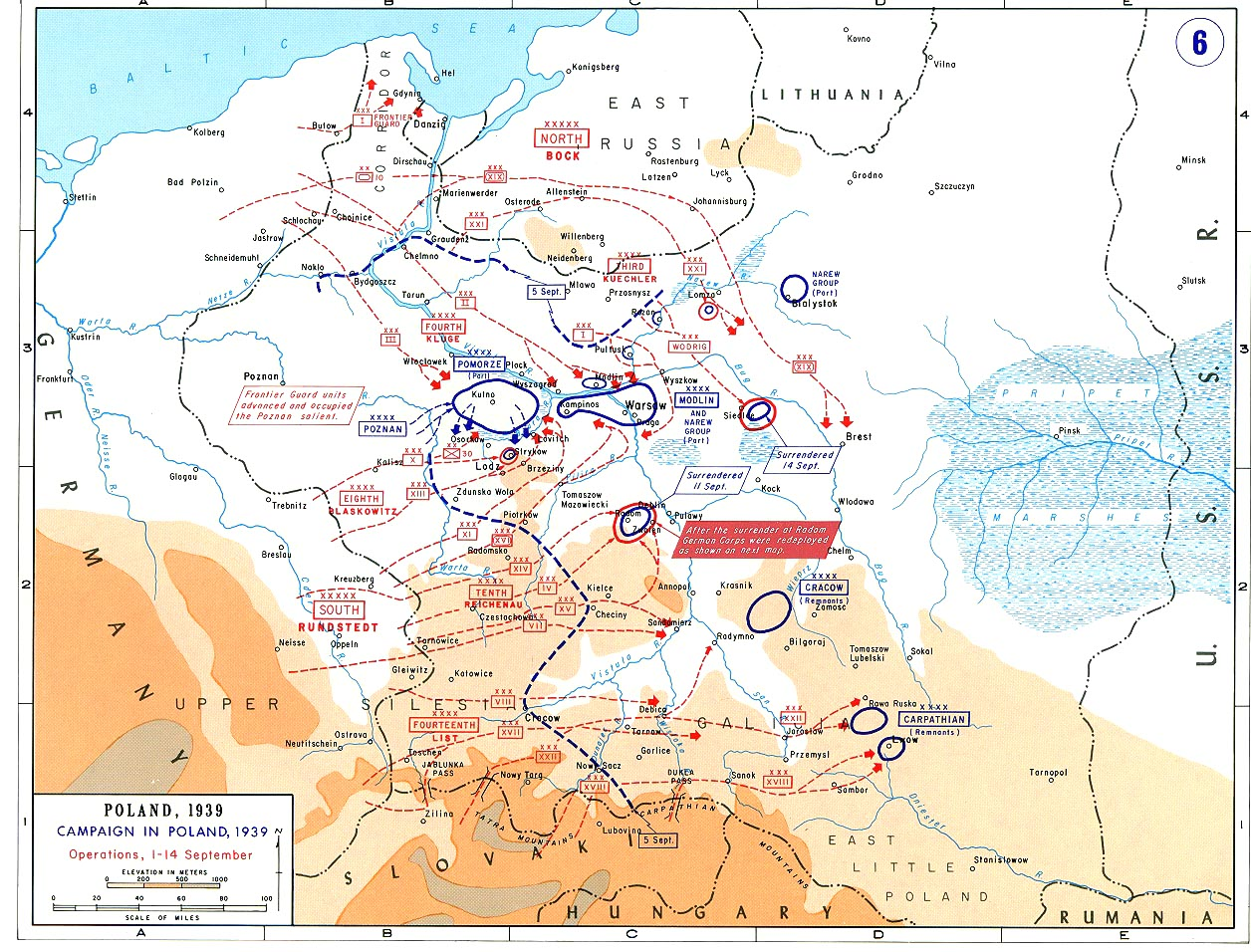
Eerste fase van de Poolse veldtocht

Het korps stond bij het begin van de Polen veldtocht (Fall Weiss), onder bevel van het 4e Leger en beschikte over de 3e Pantserdivisie en de 2e en 20e Gemotoriseerde Divisies. De taak van het korps was het doorsnijden van de Poolse Corridor. Op 1 september 1939 sloeg het korps een bruggenhoofd op de oostoever van de Brda, en kwam in deze dagen vol in gevecht met het Poolse Pomorze Leger op de Bory Tucholskie (Duits: Tucheler Heide). Het korps opereerde zeer succesvol en tegen 5 september was de strijd over en had het Pomorze Leger de helft van zijn sterkte verloren. Na afloop van deze gevechten werd het korps verplaatst naar de oostzijde van de Weichsel bij Marienwerder. Daarvandaan werd het korps op de linkerflank van het 3e Leger gepositioneerd voor een aanval richting Brest-Litovsk. Onderwijl zware gevechten voerend, rukte het korps snel op en bereikte de stad op 14 september. Tot 17 september duurden de gevechten om deze stad. Op dezelfde dag startten de Sovjet-troepen hun opmars om oostelijk Polen in te lijven. Aangezien Brest-Litovsk in de Sovjet zone lag, ontruimde het korps de stad vanaf 22 september. Daarmee kwam een einde aan de Poolse veldtocht voor het korps.

In november werd het korps naar het westen verplaatst en kwam eerst terecht in het gebied Montabaur-Westerburg.

### 1940

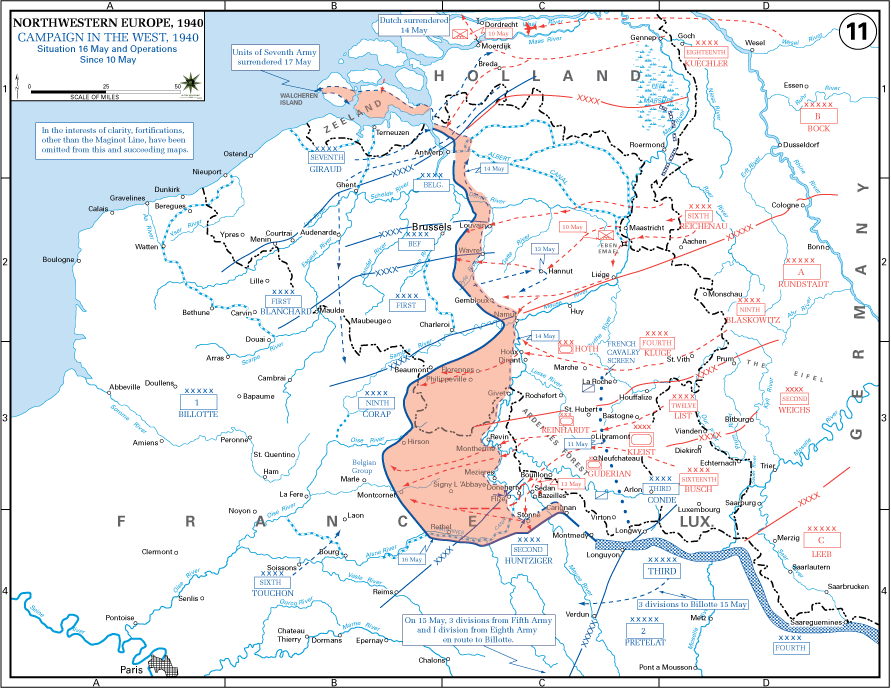
Situatie tot 16 mei 1940

Voor de veldtocht in het westen werd het korps in de Eifel ondergebracht, en ging deel uitmaken van de Panzergruppe Kleist. Het korps was intussen een zeer machtige eenheid geworden, beschikkend over de 1e, 2e en 10e Pantserdivisies plus Infanterieregiment (mot.) Großdeutschland. Vanaf 05.35 uur in de ochtend van 10 mei 1940 rukte het korps op door de Ardennen richting Sedan. De Maas werd in de middag van 12 mei bereikt en de volgende dag volgden overgangen bij Sedan en al in de dagen daarop de uitbraak. Daarna was het korps volledig los en raasde in volle vaart richting Het Kanaal. Op 20 mei om 20.00 u bereikten de verkenningseenheden van de 2e Pantserdivisie Het Kanaal bij Noyelles-sur-Mer, net voorbij Abbeville. De geallieerde troepen waren in tweeën gesplitst. Vervolgens speelde het korps nog een belangrijke rol in de Slag om Duinkerke.

Het 19e Gemotoriseerde Korps werd op 1 juni 1940 in Noord-Frankrijk omgevormd in Panzergruppe Guderian.

## Bovenliggende bevelslagen
| Leger               | Legergroep        | Plaats/regio                      | Begin             | Eind              |
| ------------------- | ----------------- | --------------------------------- | ----------------- | ----------------- |
| 4. Armee            | Heeresgruppe Nord | Polen                             | 1 september 1939  | 8 september 1939  |
| 3. Armee            | Heeresgruppe Nord | Polen                             | 8 september 1939  | 20 september 1939 |
| 4. Armee            | Heeresgruppe Nord | Polen                             | 20 september 1939 |                   |
| direct onder bevel  | Heeresgruppe A    | Eifel                             | november 1939     |                   |
| 12. Armee           | Heeresgruppe A    | Eifel                             | december 1939     | 5 maart 1940      |
| Panzergruppe Kleist | Heeresgruppe A    | Ardennen, België, Noord-Frankrijk | 5 maart 1940      | 31 mei 1940       |

## Commandanten

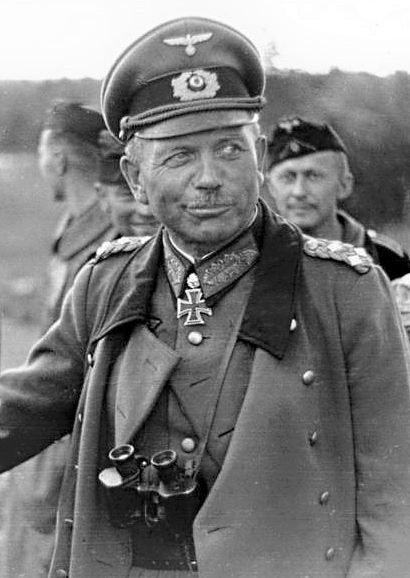
Generaloberst Heinz Guderian in 1941

| Rang                     | Naam           | Begin       | Eind        |
| ------------------------ | -------------- | ----------- | ----------- |
| General der Panzertruppe | Heinz Guderian | 1 juli 1939 | 1 juni 1940 |